# Osiedle Wronia
Osiedle Wronia – osiedle Piotrkowa Trybunalskiego; składa się z trzech bloków mieszkalnych (jeden z nich był hotelem robotniczym) wybudowanych dla pracowników mieszczącej się na tej samej ulicy fabryki domów oraz z kilku domów jednorodzinnych. Ulica Wronia znajduje się w południowo-zachodniej części miasta. Obecnie przy ulicy Wroniej znajduje się nowo wybudowany areszt śledczy, który zastąpił stary, znajdujący się przy ulicy Wojska Polskiego oraz Powiatowy Urząd Skarbowy, Urząd Statystyczny, Agencja Restrukturyzacji i Modernizacji Rolnictwa, a także różnego rodzaju prywatne przedsiębiorstwa, m.in. Atlas i Baumit.